# Žluna španělská
Žluna španělská (Picus sharpei) je druh šplhavého ptáka z rodu Picus (žluna). Vyskytuje se na Pyrenejském poloostrově. Poprvé byla popsána Howardem Saundersem v roce 1872. Dříve byla identifikována jako poddruh žluny zelené Picus viridis sharpei, až v roce 2011 bylo studiemi dokázáno, že žluny španělské a zelené mají odlišné jak mitochondriální, tak i jadernou DNA.

## Vzhled

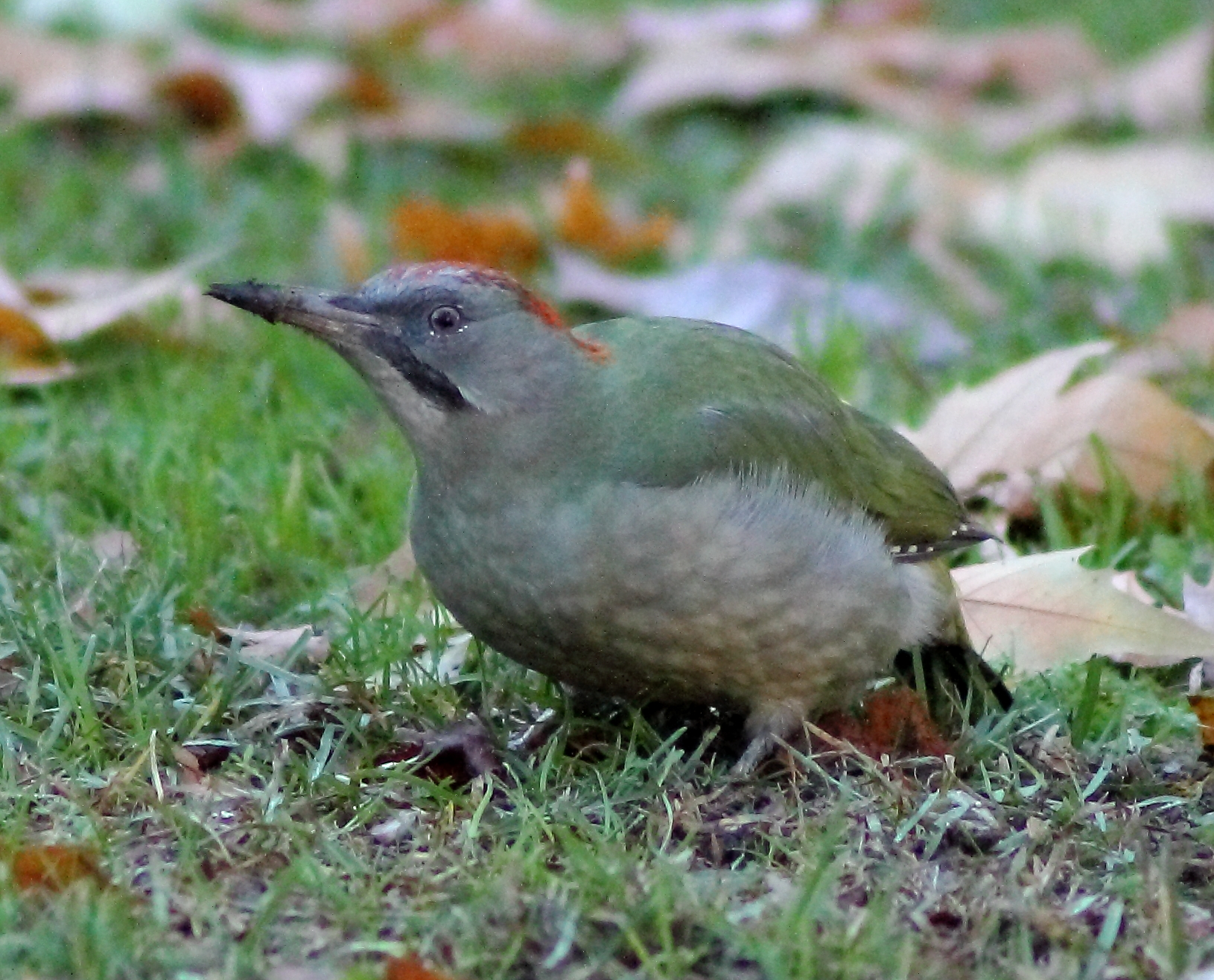
Samice žluny španělské

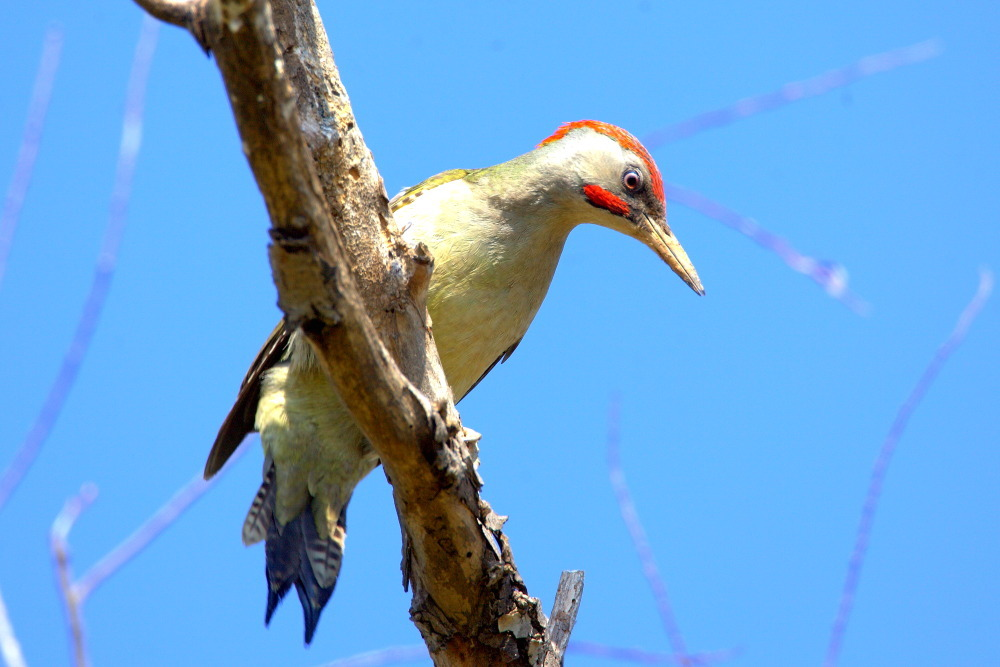
Samec žluny španělské

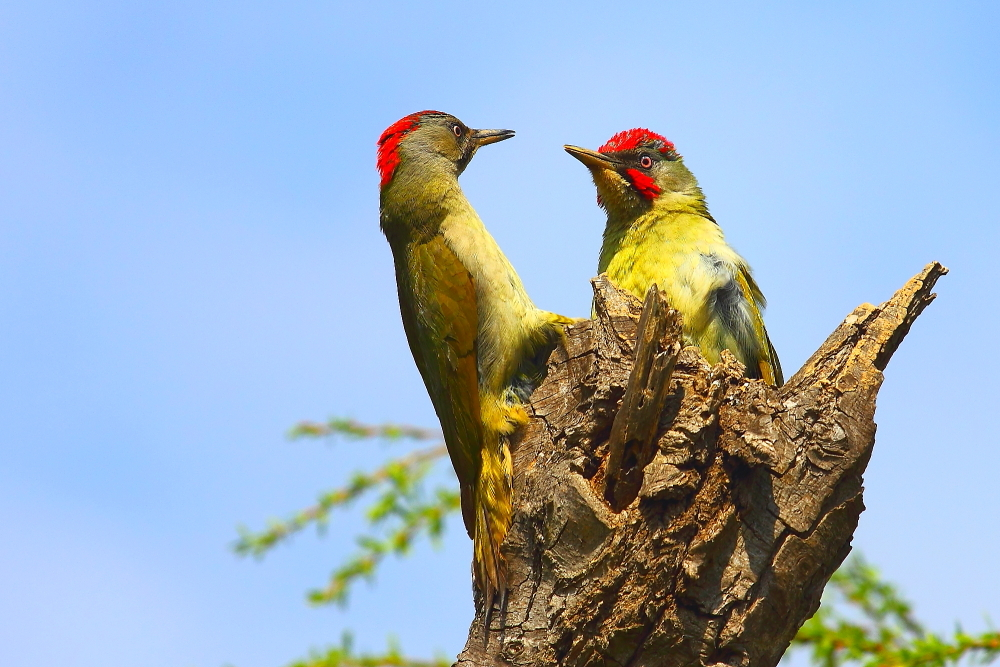
Dvojice žlun španělských na tlejícím stromu

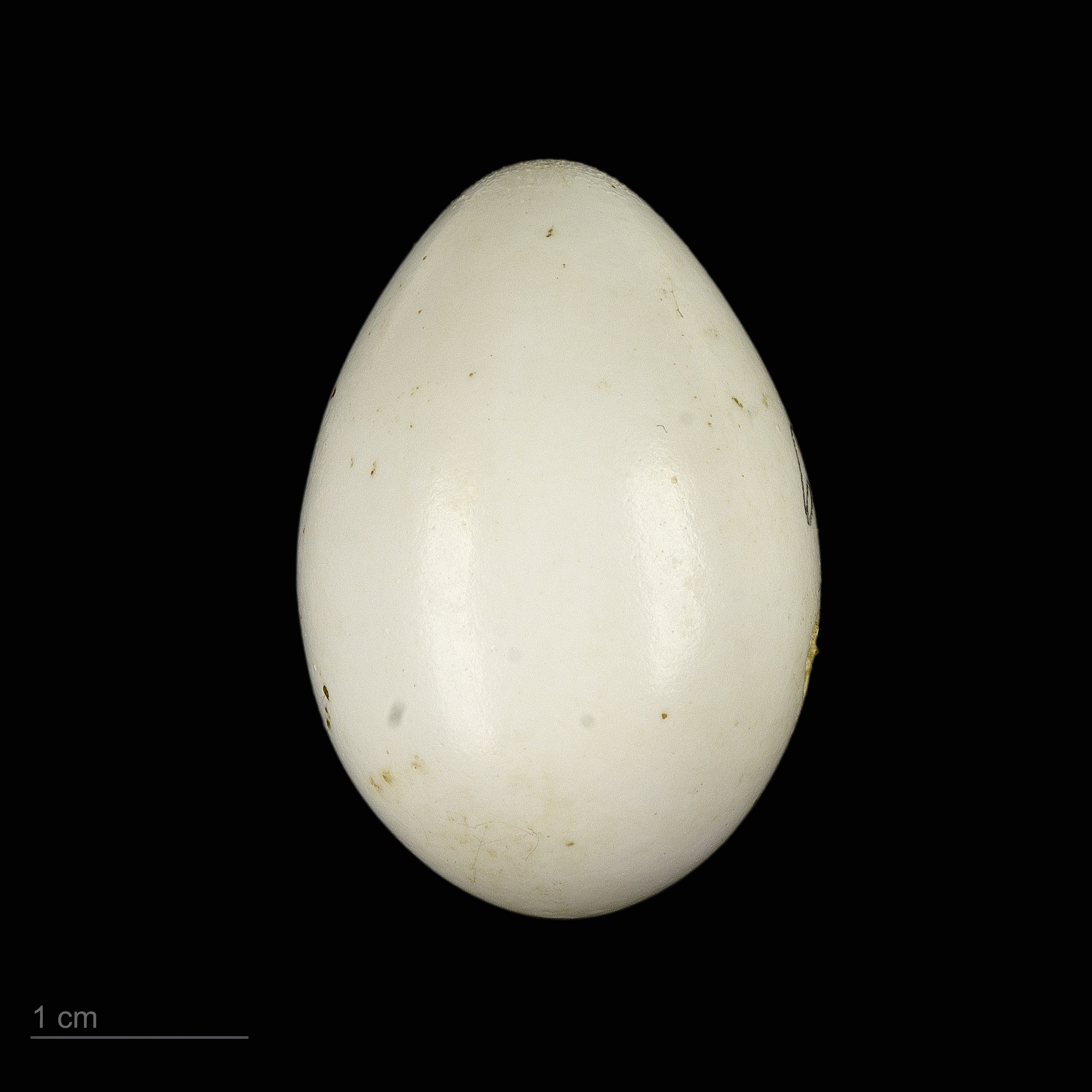
Vejce žluny španělské

Žluna španělská je nepatrně menší než žluna zelená, ale větší než žluna šedá; dosahuje velikosti 32 cm. Žluna španělská je velmi podobná žluně zelené, až na šedé okolí oka místo černého, méně výrazné páskování na břiše a podbřišku, kratší zobák a červené skvrny u samce na hlavě nejsou černě lemovány. U samice není pruh směřující od zobáku k tvářím červený, ale černý.

## Výskyt
Žluna španělská je endemitním druhem Pyrenejského poloostrova. Žije ve stromových porostech na téměř celém území Španělska, Portugalska a Andorry a také v jihovýchodní části Francie. Na území Česka se tento druh žluny nevyskytuje a ani zde nikdy nebyl spatřen.